# Явас (река)
Ява́с — река в Мордовии, Россия. Правый приток Вада (бассейн Оки). Течёт по территории Атюрьевского, Темниковского и Зубово-Полянского районов. Длина реки составляет 66 км, площадь водосборного бассейна — 1040 км².
В нижнем течении на реке расположен посёлок городского типа Явас.
Устье Яваса находится в 39 км по правому берегу Вада на высоте 95 м над уровнем моря, около посёлка Озёрный.

## Притоки (км от устья)
- 28 км: река Лавовка (Лавов) (пр);
- 33 км: река Ляча (пр);
- 38 км: река Ламар (пр);

Бассейн Мокши

- 41 км: ручей Перепиляй (Коутомар);
- 53 км: река Пишляй (пр)[4].

## Данные водного реестра
По данным государственного водного реестра России относится к Окскому бассейновому округу, водохозяйственный участок реки — Мокша от водомерного поста города Темников и до устья, без реки Цна, речной подбассейн реки — Мокша. Речной бассейн реки — Ока.
Код объекта в государственном водном реестре — 09010200412110000028579.